# Saint-Poncy
Saint-Poncy – miejscowość i gmina we Francji, w regionie Owernia-Rodan-Alpy, w departamencie Cantal.
Według danych na rok 1990 gminę zamieszkiwało 376 osób, a gęstość zaludnienia wynosiła 9 osób/km² (wśród 1310 gmin Owernii Saint-Poncy plasuje się na 488. miejscu pod względem liczby ludności, natomiast pod względem powierzchni na miejscu 78.).